# Сени, Рожерио
Роже́рио Мю́кке Се́ни (порт.-браз. Rogério Mücke Ceni; род. 22 января 1973, Пату-Бранку, Парана) — бразильский футбольный вратарь и тренер. Чемпион мира 2002 года в составе сборной Бразилии. В 1992—2015 годах выступал за клуб «Сан-Паулу». Официально признан ФИФА вратарём, забившим больше всех мячей в истории — 131 гол. Свой 100-й гол он забил 27 марта 2011 года.

## Карьера

### Игровая
Рожерио Сени провёл 1136 матчей за «Сан-Паулу» и забил во всех официальных турнирах за эту команду 132 гола, из них 129 голов — в официальных турнирах (см. Список голов Рожерио Сени).
В апреле 2009 года на тренировке Рожерио получил серьёзную травму — перелом ноги. Пройдя полугодовой курс восстановления, в начале октября 2009 года голкипер вернулся в большой футбол. И уже 25 октября в матче против «Сантоса» Рожерио удалось отличиться точным ударом со штрафного. Этот гол оказался победным для его клуба — «Сан-Паулу» выиграл со счётом 4:3.
27 марта 2011 года в матче 16-го тура чемпионата штата Сан-Паулу против «Коринтианса» Рожерио Сени со штрафного забил свой 100-й гол в карьере. Тем самым вратарь принёс его команде победу в дерби и одновременно стал первым в мире вратарем, забившим 100 голов за свою профессиональную карьеру.
В декабре 2015 года объявил о завершении карьеры.

### Тренерская
24 ноября 2016 года был назначен главным тренером «Сан-Паулу». Контракт был подписан до конца 2018 года. Сени получил должность в январе 2017 года. 3 июля 2017 года, через день после гостевого матча 11-го тура чемпионата Бразилии 2017 против «Фламенго», проигранного 0:2, был уволен со своего поста.
11 ноября 2017 года возглавил «Форталезу».
10 ноября 2020 года был назначен главным тренером «Фламенго». Контракт был подписан до декабря 2021 года. 10 июля 2021 года, за день до матча 11-го тура чемпионата Бразилии 2021 против «Шапекоэнсе», был отправлен в отставку. Под руководством Сени «Фламенго» провёл 8 игр в Серии A 2021 (4 победы и 4 поражения) и занимал 11-е место после 10-го тура (при двух отложенных играх во 2-м и 4-м турах).
13 октября 2021 года во 2-й раз в тренерской карьере возглавил родной «Сан-Паулу». Контракт был подписан до декабря 2022 года. 19 апреля 2023 года был уволен через день после победы в домашнем матче 2-го тура группы D Южноамериканского кубка 2023 против венесуэльской «Академии Пуэрто-Кабельо» (2:0).
9 сентября 2023 года назначен главным тренером «Баии». Контракт подписан до конца 2025 года.

## Достижения

### В качестве игрока

#### Командные
«Сан-Паулу»
- Чемпион Бразилии (3): 2006, 2007, 2008
- Победитель Молодёжного кубка Сан-Паулу: 1993
- Чемпион Сан-Паулу (4): 1998, 2000, 2002, 2005
- Чемпион Мату-Гросу: 1990
- Чемпион Рио-Сан-Паулу: 2001
- Обладатель Кубка Либертадорес (2): 1993, 2005
- Обладатель Суперкубка Либертадорес: 1993
- Обладатель Южноамериканского кубка: 2012
- Обладатель Кубка КОНМЕБОЛ: 1994
- Обладатель Рекопы Южной Америки (2): 1993, 1994
- Обладатель Межконтинентального кубка: 1993
- Победитель Клубного чемпионата мира: 2005

Сборная Бразилии
- Обладатель Кубка конфедераций: 1997
- Чемпион мира: 2002

#### Личные
- Лучший вратарь мира (по версии RSSSF): 2005
- Лучший вратарь Южной Америки (по версии IFFHS): 2005, 2006, 2007
- Лучший вратарь Бразилии (по версии RSSSF) (4): 2002, 2003, 2005, 2006
- Лучший вратарь Лиги Паулисты (2): 2005, 2011
- Участник символической сборной года в Южной Америке (2): 2005, 2006
- Лучший игрок Клубного чемпионата мира ФИФА: 2005
- Лучший игрок финала Клубного чемпионата мира ФИФА: 2005
- Лучший игрок Кубка Либертадорес: 2005
- Лучший игрок финала Кубка Либертадорес: 2005
- Лучший вратарь Кубка Либертадорес: 2005
- Лучший вратарь Южноамериканского кубка: 2014
- Футболист года в Бразилии (Золотой мяч) (по версии Placar): 2008
- Участник символической сборной чемпионата Бразилии (Серебряный мяч) (по версии Placar) (6): 2000, 2003, 2004, 2006, 2007, 2008
- Футболист года в Бразилии (по версии Globo и КБФ) (2): 2006, 2007
- Футболист года в Бразилии (по версии Globo и КБФ), выбор болельщиков (2): 2007, 2014
- Третий вратарь Бразилии XX века (по версии IFFHS)
- Самый результативный вратарь в истории футбола: 132 забитых гола

### В качестве тренера
- Чемпион штата Рио-де-Жанейро: 2021
- Чемпион штата Сеара (2): 2019, 2020
- Чемпион штата Баия: 2025
- Чемпион Бразилии: 2020
- Чемпион Бразилии в Серии B: 2018
- Обладатель Суперкубка Бразилии: 2021
- Обладатель Кубка Нордесте: 2019

## Статистика выступлений

### Матчи за сборную
| №  | Дата            | Соперник         | Счёт | Пр. голы | Соревнование            |
| -- | --------------- | ---------------- | ---- | -------- | ----------------------- |
| 1  | 16 декабря 1997 | Мексика          | 3:2  | 1        | Кубок конфедераций 1997 |
| 2  | 14 октября 1998 | Эквадор          | 4:1  | 1        | Товарищеский матч       |
| 3  | 11 ноября 1998  | Россия           | 5:1  | 1        | Товарищеский матч       |
| 4  | 28 марта 1999   | Республика Корея | 0:1  | 1        | Товарищеский матч       |
| 5  | 31 марта 1999   | Япония           | 2:0  | —        | Товарищеский матч       |
| 6  | 28 апреля 1999  | Барселона        | 2:2  | 2        | Товарищеский матч       |
| 7  | 3 сентября 2000 | Боливия          | 5:0  | —        | Отборочный матч ЧМ-2002 |
| 8  | 8 октября 2000  | Венесуэла        | 6:0  | —        | Отборочный матч ЧМ-2002 |
| 9  | 15 ноября 2000  | Колумбия         | 1:0  | —        | Отборочный матч ЧМ-2002 |
| 10 | 3 марта 2001    | США              | 2:1  | 1        | Товарищеский матч       |
| 11 | 7 марта 2001    | США              | 3:3  | 3        | Товарищеский матч       |
| 12 | 28 марта 2001   | Эквадор          | 0:1  | 1        | Отборочный матч ЧМ-2002 |
| 13 | 25 апреля 2001  | Перу             | 1:1  | 1        | Отборочный матч ЧМ-2002 |
| 14 | 21 августа 2002 | Парагвай         | 0:1  | 1        | Товарищеский матч       |
| 15 | 27 апреля 2004  | Гватемала        | 3:0  | —        | Товарищеский матч       |
| 16 | 1 марта 2006    | Россия           | 1:0  | —        | Товарищеский матч       |
| 17 | 22 июня 2006    | Япония           | 4:1  | —        | ЧМ-2006. Групповой этап |

Итого: матчей — 17, из них «сухих» — 7 / пропущено голов — 13; побед — 11, ничьих — 3, поражений — 3

### Забитые голы
- Общее число забитых голов: 132 (из них 129 — в официальных матчах, учитываемых ФИФА)
- Голы, забитые со штрафных ударов: 61
- Голы, забитые с пенальти: 70
- Гол, забитый по катящемуся мячу: 1
- Голевые передачи: 8